# Sant Francesc de Burg
Sant Bartomeu de Burg és una capella romànica del poble de Burg, en el terme municipal de Farrera, a la comarca del Pallars Sobirà. Està situada a l'extrem sud-oriental del nucli de població de Burg.

## Descripció
Sant Francesc és una petita ermita d'una sola nau, amb capçalera a l'est rectangular coberta per una volta de canó molt ampla i lleugerament rebaixada, mentre que la nau era coberta amb una encavallada de fusta, avui ensorrada, a dues aigües, que suportava el llosat de llicorella. La façana principal està orientada a l'oest, al centre de la qual s'obre la porta d'arc de mig punt flanquejada per dues finestres amb dintell de fusta. Per damunt d'aquesta hi ha un altre petita finestra, rematant la façana un senzill campanar d'espadanya. Construïda amb pedra pissarrosa local sense desbastar, de petita mida i unida amb calç. La façana presenta un aparell de mida més gran i lleugerament més acurat.

## Història
Una pedra a l'esquerra de la porta té una inscripció que diu:" ANI 1727+" i sobre la porta, al campanar d'espadanya hi ha una altra inscripció que diu: "Record de la Sta. Missió 1923".